# Annika Warberg
Annika Warberg, född 10 februari 1943, är en svensk designer och modeskapare. 1990 vann hon priset Guldknappen som delas ut av tidskriften Damernas värld. 
Guldknappenjuryns motivering detta år lydde: "Annika Warberg får Damernas Världs pris Guldknappen 1990 för sin genomtänkta kollektion i utsökt design. Genom åren har Annika Warberg envist hållit fast vid sin egen linje, hon har aldrig kopierat, men ändå legat jämsides med de internationella modeskaparna. Materialmix, färgskalor och den genomförda kvinnliga siluetten ger hennes kollektioner en helhet med många okonventionella kombinationsmöjligheter. Annika Warberg gör kläder för kvinnan som bryr sig m sitt utseende och som vet att understryka sin personlighet genom kläder och val av accessoarer."
Senare gick hon en utbildning i klassiskt måleri och har skaffat egen målarateljé.